# Utsuho
Utsuho (いつわりびと◆空◆?, Itsuwaribito Utsuho) è un manga di Yuuki Iinuma, serializzato sul settimanale Club Sunday di Shogakukan dal 2009.
Il manga è pubblicato in Italia da Star Comics sotto l'etichetta Starlight con frequenza bimestrale da ottobre 2011

## Trama
Utsuho Azako è stato educato a dire sempre la verità; un giorno, però, "interrogato" da un gruppo di banditi circa il suo villaggio, proprio per questa sua devozione a non mentire diventa la causa della morte di tutti i suoi amici e parenti. Rimasto solo, viene adottato da un bonzo e va a vivere in villaggio di orfani. Cresciuto con il trauma che la verità a lui ha portato solo dolore, ancora una volta si trova immerso nel sangue quando anche il nuovo villaggio viene assalito e tutti i bambini e gli adulti trucidati da un gruppo di Itsuwaribito, persone che rubano introducendosi furtivamente in case altrui, usano la violenza e ingannano il prossimo attraverso le bugie. Riuscito a salvarsi grazie alle sue abilità fisiche e intellettuali, che gli permettono di inventare bombe e armi particolari, si fa carico del desiderio espresso dal bonzo in punto di morte: salvare mille persone. Utsuho decide così di diventare a sua volta un Itsuwaribito, ma di usare le sue capacità per aiutare gli altri e di mentire solo a fin di bene.
Nella sua avventura e nei numerosi scontri viene aiutato dal tanuki "pittore" Pochi, ingenuo animale parlante, e dall'integerrimo dottore Koshiro Yakuma, entrambi devoti all'onore e alla verità.